# هاوبتشوله

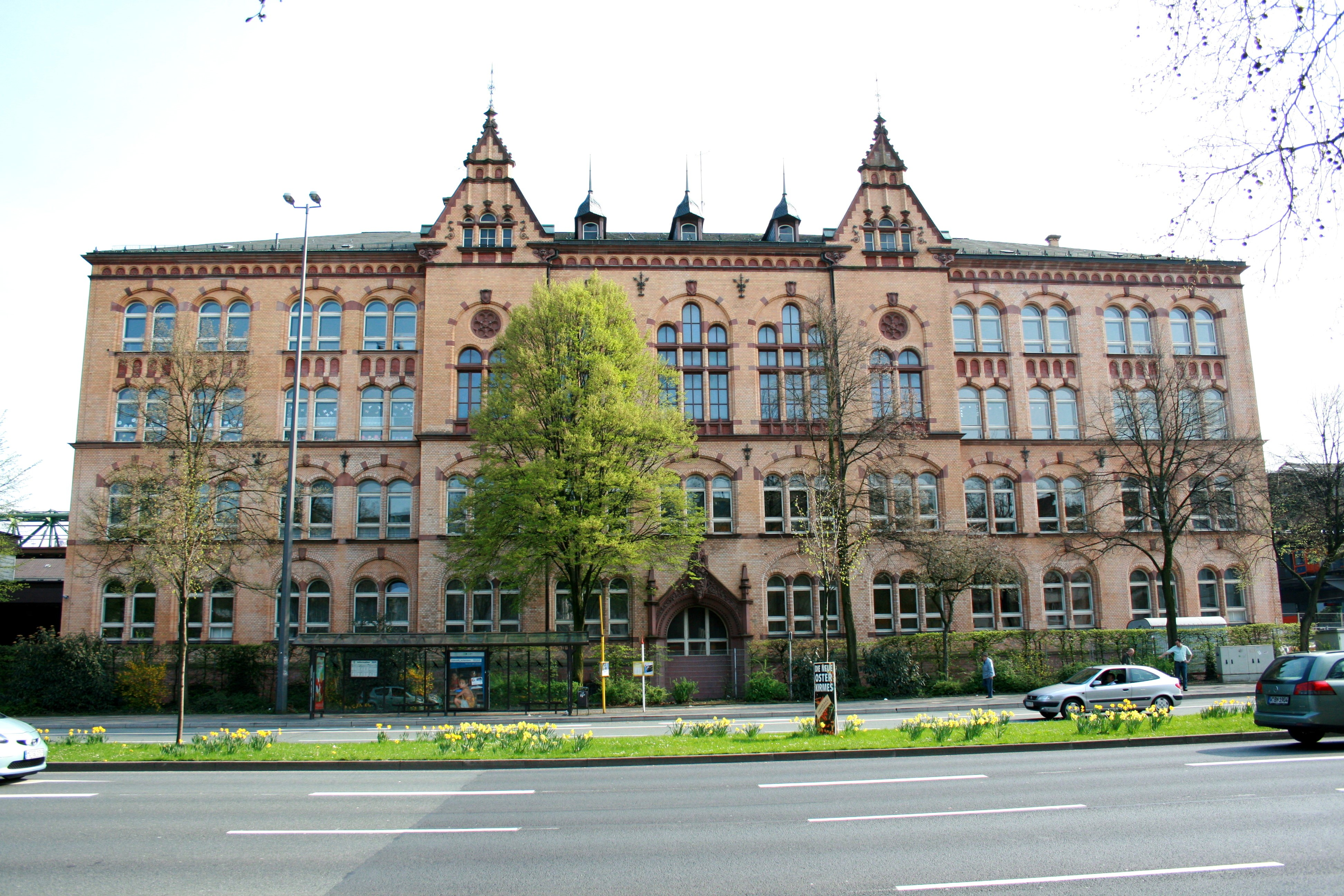
Hauptschule الكاثوليكية في فوبرتال، شمال الراين وستفاليا في ألمانيا.

A Hauptschule ( تُلفظ بالألمانية: [ˈhaʊptʃuːlə] ، "المدرسة العامة") هي مدرسة ثانوية في ألمانيا، تبدأ بعد أربع سنوات من التعليم الابتدائي، والتي تقدم التعليم الثانوي الأدنى (المستوى 2) وفقًا للتصنيف الدولي الموحد للتعليم. يمكن لأي طالب يلتحق بمدرسة ابتدائية ألمانية أن يذهب إلى Hauptschule أو مدرسة شاملة، بينما يحتاج الطلاب الذين يرغبون في حضور Realschule أو Gymnasium إلى علامات جيدة من أجل القيام بذلك. يقضي الطلاب خمس إلى ست سنوات في Hauptschule، من الصف الخامس إلى التاسع (أو العاشر). تنتهي حوالي سن 15 إلى 17.

## التاريخ
تم تقديم Hauptschulen لأول مرة في ألمانيا الغربية في عام 1950 وهي الآن جزء من التعليم الثانوي في ألمانيا، والمدارس الأخرى هي Gymnasium للجامعات وRealschule لفنيي المستقبل.

## مبادئ
|                     | 1970  | 1982  | 1991  | 2000  |
| Hauptschulabschluss | 87.7٪ | 79.3٪ | 66.5٪ | 54.9٪ |
| Realschulabschluss  | 10.9٪ | 17.7٪ | 27٪   | 34.1٪ |
| أبيتثر              | 1.4٪  | 3٪    | 6.5٪  | 11٪   |